# Petra Soukupová
Petra Soukupová (ur. 1982) – czeska pisarka i scenarzystka.

## Twórczość
- K moři. Brno: Host, 2007. ISBN 978-80-7294-234-3
- Zmizet. Brno: Host, 2009. ISBN 978-80-7294-317-3.
- Marta v roce vetřelce. Brno: Host, 2011. ISBN 978-80-7294-521-4
- Pod sněhem. Brno: Host, 2015. ISBN 978-80-7491-493-5
- Nejlepší pro všechny. Brno: Host, 2017. ISBN 978-80-7577-400-2

Literatura dziecięca
- Bertík a čmuchadlo. Brno: Host, 2014. ISBN 978-80-7491-248-1
- Kdo zabil Snížka? Brno: Host, 2017. ISBN 978-80-7577-226-8

## Nagrody
- 2008: Nagroda Jiřego Ortena[1]
- 2010: Magnesia Litera[2]